# Lípa na Podlesí
Lípa na Podlesí je památný strom v osadě Podlesí, jižně od Kašperských Hor. Lípa velkolistá (Tilia platyphyllos) rostoucí asi 150 m severovýchodně od tamní kaple, v nadmořské výšce 775 m má kmen s obvodem 620 cm a koruna stromu dosahuje do výšky 30,5 m, je asi 300 let stará (měření 2000). Kmen má dutinu s adventivními kořeny, které pomáhají strom vyživovat a stabilizovat. Lípa je chráněna od roku 1985 pro svůj věk a jako krajinná dominanta.

## Památné a významné stromy v okolí
- Javor klen na Podlesí (0,32 km jz.)
- Leškovy lípy (2,4 km jz.)
- Lípy na Červené (2,4 km vsv.)
- Skupina lip na Podlesí (0,18 km j.)
- Zhůřská jedle (1,7 km j.)